# Bluewater (centre commercial)
 (novembre 2013).
Pour les articles homonymes, voir Bluewater.
Bluewater est un centre commercial anglais qui a ouvert ses portes le 16 mars 1999. Il se trouve à Greenhithe dans le borough de Dartford, près de l'autoroute M25, dans le nord-ouest du Kent.

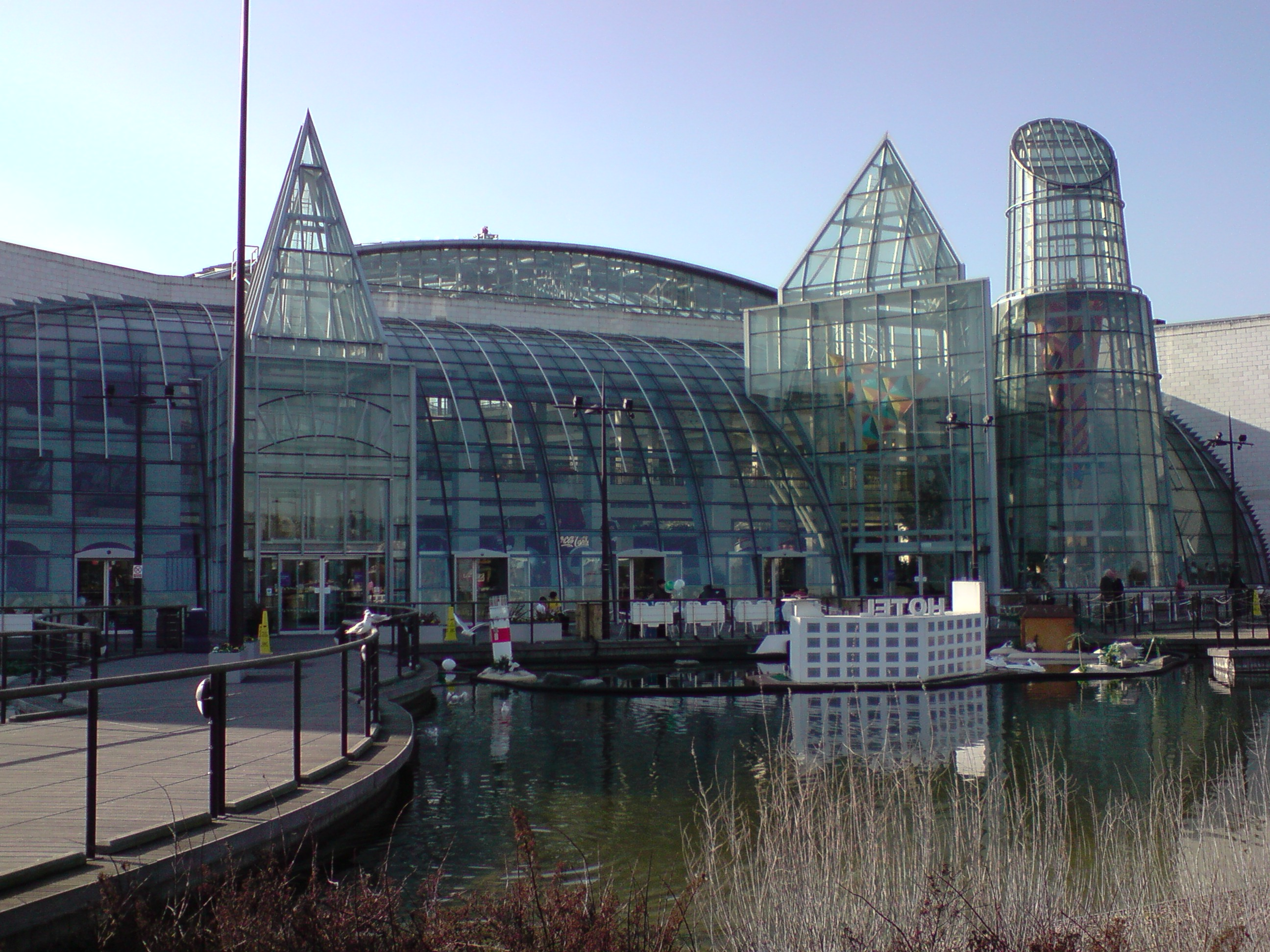
Extérieur de Bluewater en 2008.

Le centre commercial s'étale sur 97 hectares d'une ancienne carrière de craie. La surface de vente représente 154 000 m2 répartis sur deux étages, ce qui fait de Bluewater le deuxième plus grand centre commercial du Royaume-Uni après le MetroCentre de Gateshead. La structure de l'édifice est triangulaire et compte 330 magasins, dont 40 cafés et restaurants et un multiplexe de treize écrans. Le centre emploie 7 000 personnes et reçoit plus de 27 millions de visiteurs par an.